# عبد الله بن علي المسند
عبــد الله بن عــلى بن مسند بن سعد بن سعد بن محمد بن ناصر بن محمد بن غانم من آل شهوان. سياسي ورجل أعمال وشاعر.

## سيرة ذاتية
اتحدت أسرته من آل شهوان لتكوين قبيلة المهاندة في ستينات القرن الثامن عشر وتبعها تأسيس مدينة الخور. كان آخر الزعماء القبليين لمدينة الخور وقبيلة المهاندة وقد سبقه في هذه الزعامة جده مسند بن سعد[بحاجة لمصدر]. ويعتبر عبد الله بن على المسند من وجهاء أهل قطر المعروفين في قطر والخليج وهو شخصية وطنية محبوبة لما عرف عنه من تواضعه وحبه لمساعدة الآخرين وتسيير أمور أهل الخور ومن لجأ إليه من القطريين أو المقيمين في قطر وكانت تربطه علاقة صداقة مع حكام قطر الذين تزامن معهم مثل الشيخ عبد الله بن جاسم والشيخ حمد بن عبد الله والشيخ علي بن عبد الله والشيخ أحمد بن على والشيخ خليفة بن حمد والشيخ حمد بن خليفة عندما كان وليا للعهد. ولد في مدينة الخور الساحلية القطرية سنة 1898 م، تعلم مباداء الفقه الشرعي والفروسية، برزت عليه ملامح القيادة وهو يافعا ليتزعم لاحقا قومة، شارك وعشيرته في مواجهات وحرب منطقة الزبارةالساحلية الشمالية القطرية، والتي انتهت بانسحاب الحامية البحرينية إلى المنامة نهائيا سنة 1937 م، في حين انه أصبح لاحقا طواشا أي من أهم تجار اللؤلؤ الطبيعي، الذي اخفقت تجارته بعد ظهور اللؤلؤ الصناعي، وبعد سيولة الذهب الأسود اسس سنة 1952 م شركة تجارية وانشائية كان لها أعمال في منطقة حقل دخان ومدينة مسيعيد الجنوبية، ساند الحركة الوطنية التي كان ابنه ناصر أحد أهم روادها وامر قومه بالهجرة إلى الكويت سنة 1964 م، اثر خلاف مع الحكومة و المندوب السامي البريطاني، بسبب مطالب بتحسن اوضاع البلاد وشؤنها العامة، ثم عاد بعد غياب دام عشر سنوات بدعوة كريمة من امير البلاد انذاك /الشيخ خليفة بن حمد آل ثاني ،استهوته كتب التراث والتاريخ فقراء افضلها وصنف بعض القصائد الشعرية الخاصة، ولكنها لم تنشر إلى حينه، هذا وعرف عبد الله المسند بطيب معشره، وتواضعه، وسرعة البديهة لديه، كرمته الحكومة القطرية بأن اطلقة اسمه على إحدى مدارس الثانوية الرسمية، واحد الشوارع الرئيسية في مدينة الخور، تقديرا لمجهوداته وقد وافته المنية سنة 1984 م .